# Coppa Italia di Serie B di pallapugno
La Coppa Italia di Serie B di pallapugno è una competizione sferistica italiana, organizzata dalla FIPAP, che si disputa con cadenza annuale. Il torneo è stato istituito istituito nel 2012.

## Formula attuale
Si qualificano alla Coppa Italia le prime due squadre classificate al termine del girone di andata della regular season di Serie B, e successivamente si qualificano le migliori due del girone di ritorno. Semifinali e finale vengono giocate in campo neutro.

## Albo d'oro
| Anno | Squadra      | Città                  | Battitore         |
| ---- | ------------ | ---------------------- | ----------------- |
| 2012 | Pro Spigno   | Spigno Monferrato      | Enrico Parussa    |
| 2013 | Castagnolese | Castagnole delle Lanze | Nicholas Burdizzo |
| 2014 | Canalese     | Canale                 | Davide Dutto      |
| 2015 | San Biagio   | San Biagio (Mondovì)   | Andrea Pettavino  |
| 2016 | Bubbio       | Bubbio                 | Massimo Marcarino |
| 2017 | Monticellese | Monticello d'Alba      | Fabio Gatti       |
| 2018 | San Biagio   | San Biagio (Mondovì)   | Gilberto Torino   |
| 2019 | Neivese      | Neive                  | Fabio Gatti       |
| 2021 | Neivese      | Neive                  | Davide Barroero   |
| 2022 | Alta Langa   | San Benedetto Belbo    | Fabio Gatti       |
| 2023 | Neivese      | Neive                  | Giovanni Voglino  |

## Statistiche

### Vittorie per città
| Titoli | Città                  | Anni             |
| ------ | ---------------------- | ---------------- |
| 3      | Neive                  | 2019, 2021, 2023 |
| 2      | San Biagio (Mondovì)   | 2015, 2018       |
| 1      | Monticello d'Alba      | 2017             |
| 1      | Bubbio                 | 2016             |
| 1      | Canale                 | 2014             |
| 1      | Castagnole delle Lanze | 2013             |
| 1      | Spigno Monferrato      | 2012             |